# Josef Kalfus
Josef Kalfus (ur. 25 czerwca 1880 w Železným Brodzie, zm. 12 czerwca 1955 tamże) – czechosłowacki ekonomista i polityk, minister finansów Czechosłowacji i Protektoratu Czech i Moraw

## Życiorys
Początkowo pracował jako urzędnik skarbowy, a następnie jako urzędnik w Ministerstwie Finansów. 28 marca 1936 roku został mianowany ministrem finansów w rządzie Milana Hodžy, funkcję tę pełnił do 21 lipca 1937 roku. Początkowo nie wchodził w skład drugiego rządu Milana Hodžy, jednak 2 października 1937 roku znów został ministrem finansów po zaakceptowaniu przez rząd jego nowego planu finansowego. Następnie tę samą funkcję pełnił w rządach generała Jana Syrovego i Rudolfa Berana, po utworzeniu Protektoratu Czech i Moraw pełnił tę funkcję we wszystkich jego rządach, aż do 5 maja 1945 roku.
Po wojnie został uznany winnym kolaboracji, jednak w związku z jego kontaktami z czechosłowackim ruchem oporu odstąpiono od wykonania kary.

## Odznaczenia
Został odznaczony Tarczą Honorową Protektoratu Czech i Moraw z Orłem Świętego Wacława.